# Menandro de Éfeso

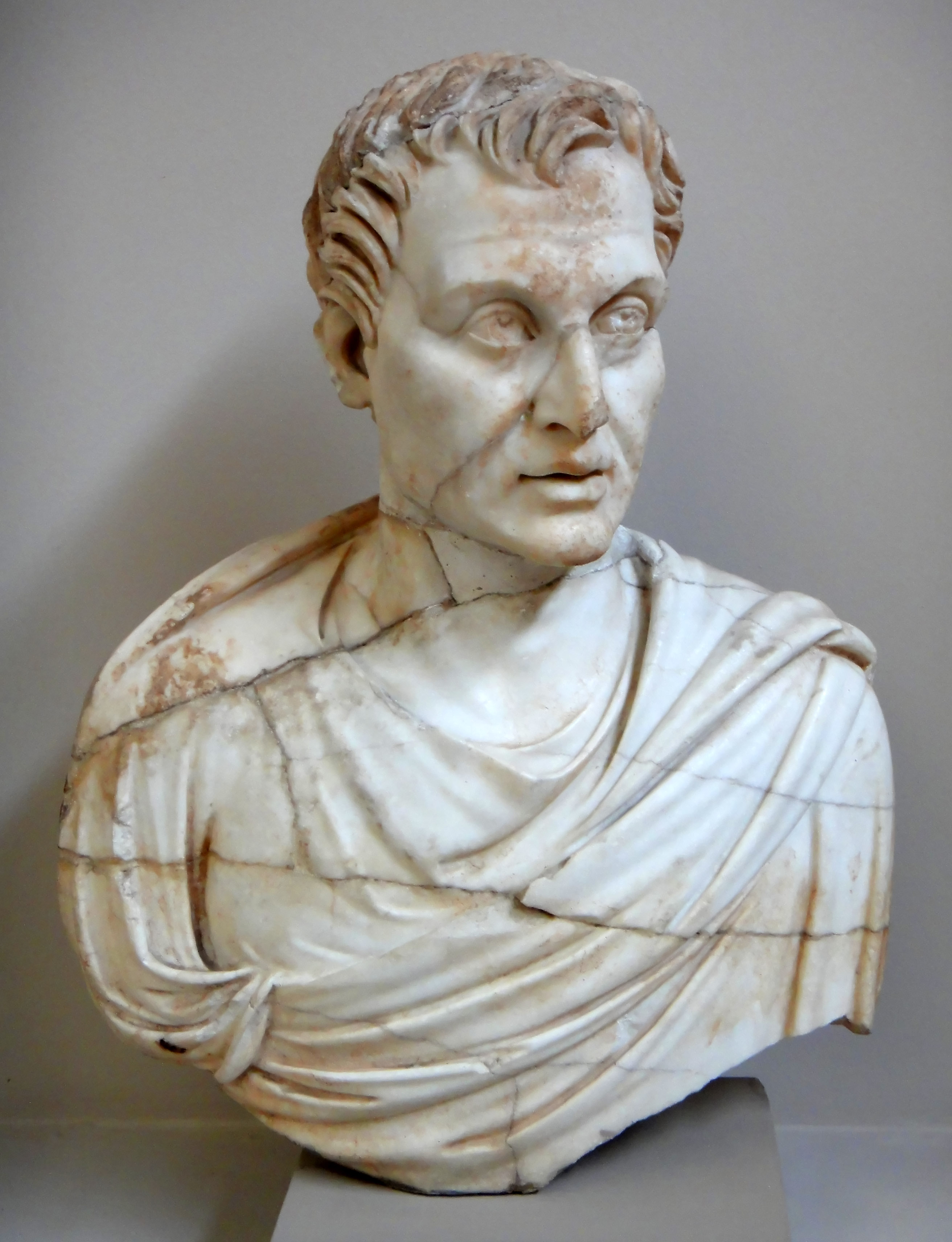
Busto de Menandro de Éfeso.

Menandro de Éfeso (griego: Μένανδρος ; fl. c. principios del siglo II a. C.) fue un historiador helenístico cuyo trabajo perdido sobre la historia de Tiro fue utilizado por Josefo, quien cita la lista de reyes de Tiro de Menandro en su apología para los judíos, Contra Apión. (1,18). "Este Menandro escribió los Hechos que fueron hechos tanto por los griegos como por los bárbaros, bajo cada uno de los reyes de Tiro, y se había tomado muchas molestias para aprender su historia a partir de sus propios registros". Habiéndose perdido todos los registros, este informe es la base de la tradicional lista de reyes.
Este Menandro posiblemente sea la misma persona que el "Menandro de Pergamón", referido por Clemente de Alejandría, así como el Menandro que la enciclopedia bizantina Suda refiere como un discípulo de Eratóstenes.

## Contenido de los extractos supervivientes de Menandro
El título exacto que lleva la obra perdida de Menandro no lo aclara Josefo, quien da las siguientes descripciones cuando cita a Menandro: "Menandro también, quien tradujo los archivos tirios del dialecto de los fenicios al idioma griego" (Ant . 8.5.3); "Menandro, cuando escribió su Cronología, y tradujo los Archivos de Tiro al idioma griego" (Ant . 9.14.2); "Menandro escribió los Hechos que fueron hechos tanto por los griegos como por los bárbaros, bajo cada uno de los reyes de Tiro" (Contra Apión 1.18).
Josefo solo citó a Menandro como un medio para autenticar temas de sus propios escritos. Uno de esos temas fue la antigüedad del pueblo judío, por lo que Josefo convocó a Menandro y a varios otros historiadores no judíos para que apoyaran su caso. En términos de cronología, el evento más antiguo del que Josefo llama a Menandro como testigo es el reinado de Salomón. En Ant. 8.5.3, Josefo describe la ayuda que Hiram I, rey de Tiro, proporcionó para la construcción del templo de Salomón. Luego se cita una descripción de los proyectos de construcción de Hiram en Tiro de Menandro para mostrar la historicidad del Hiram mencionado en la Biblia. Se agregan algunos otros detalles sobre Hiram, incluido un intercambio de acertijos entre Salomón e Hiram. En Ant. 8.13.2, la sequía en Israel en los días de Elías (1 Reyes 17 y 18) es equiparada, por Josefo, con una sequía que Menandro dijo que ocurrió en los días de Itobaal I (878-847 a. C.), rey de los tirios. En Ant. 9.14.2, después de relatar que Salmanasar V fue responsable de la destrucción de Samaria (cf. 2 Reyes 17: 3-6), se cita a Menandro como testigo de la existencia de Salmanasar. Aquí Menandro dice que el rey de Tiro durante este tiempo se llamaba Elulayo, que reinó 36 años y que resistió con éxito un asedio de cinco años iniciado por Salmanasar.

Para los historiadores, la parte más interesante de los escritos de Menandro que se ha conservado se encuentra en Against Apion 1.18. Aquí Josefo vuelve a demostrar la antigüedad de su nación, como lo atestiguan historiadores ajenos a su propia tradición nacional. Al mencionar a Salomón y su contemporáneo Hiram, Josefo cita la lista de Menandro de los reyes de Tiro desde Abibalus (Abibaal), padre de Hiram, hasta Pigmalión, con los años de reinado de cada rey, así como los años de su vida. Para Pigmalión, se relata que "vivió cincuenta y ocho años y reinó cuarenta y siete. Fue en el séptimo año de su reinado que su hermana huyó y construyó la ciudad de Cartago en Libia". Después de terminar su cita de Menandro con esta oración, Josefo resume la lista de reyes de Menandro de la siguiente manera:
El período completo desde la adhesión de Hirom (Hiram) a la fundación de Cartago asciende a 155 años y ocho meses; y, dado que el templo de Jerusalén fue construido en el año duodécimo del reinado del rey Hirom, transcurrieron 143 años y ocho meses entre la construcción del templo y la fundación de Cartago.
Si se acepta la identificación de este Menandro con el Menandro de Pigmalión referido por Clemente de Alejandría, Menandro también habría escrito que Hiram I de Tiro habría dado a una hija suya en matrimonio con el rey Salomón.

## Evaluaciones modernas de los escritos de Menandro

### Análisis literario
Algunos historiadores modernos han considerado las citas ostensibles de Menandro de Josefo desde el punto de vista del análisis literario. La pregunta importante que estaban abordando era si las citas de Josefo eran solo eso, o si eran otro ejemplo de cómo él puso sus propias ideas y palabras en la boca de otra persona (pluma). Josefo se atrevió con frecuencia a hacer precisamente esto, sobre todo en casos como cuando un general, dirigiéndose a sus tropas, brindó a Josefo la oportunidad de mostrar su propia elocuencia. Sin embargo, tres líneas de evidencia indican que este no fue el caso con los textos que supuestamente provienen de Menandro. La primera línea de evidencia es literaria.
Dius [otro historiador helenístico citado por Josefo] llama a Salomón "el soberano de Jerusalén" (ho turannos Ierosolumon) mientras que Menandro se refiere a él como "el rey de Jerusalén" (ho Ierosolumon basileus). Esta denominación es una prueba clara del origen tirio de estos pasajes, porque los reyes de la costa fenicia, que gobernaban principalmente sobre una ciudad, consideraban a Salomón como el monarca de una ciudad, como ellos; ni Josefo corrigió este "defecto", incluso en un relato en el que se esfuerza por exaltar la grandeza de Salomón. Debe concederse gran importancia al testimonio de Dío y Menandro citado por Josefo, ya que estas son las únicas menciones del nombre de Salomón en una fuente extranjera, ¡quizás una fuente de Tiro que proviene de la época del mismo Salomón! 
Jacob Katzenstein, autor del anterior pasaje, hace otros dos comentarios que sugieren que Josefo no estaba simplemente presentando sus propios escritos e ideas bajo el nombre de Menandro:
Los años de reinado y la esperanza de vida de los gobernantes no se dan en números redondos, por lo que no hay razón para dudar de la veracidad de esta tradición. Además, Josefo no se aparta de la lista de los reyes de Tiro ni siquiera para comentar sobre Etbaal (Ithobal), el suegro de Acab, aunque se lo menciona en la Biblia. 
Al comentar más sobre la forma en que Josefo presenta los años de los reyes en el pasaje Contra Apión, William Barnes escribe:
De hecho, los números parecen haber sido tomados directamente de algún tipo de fuente de archivo formulista o lista de reyes, que solo da la duración de vida y el total de reinado de cada rey de Tiro más breves comentarios relacionados con su estado dinástico (cf. la retención aparentemente superflua [ al menos para los propósitos de Josefo] de los números para la vida útil de los distintos reyes). 
Las convenciones literarias mencionadas por estos historiadores, por lo tanto, los han llevado a la posición de que las palabras reales de Menandro, no solo las propias ideas de Josefo, se encuentran en los diversos textos donde Josefo dice que está citando a Menandro.

### Evidencia de inscripción
Las citas de Josefo de Menandro contienen referencias a Salmanasar (V), Senaquerib y Asarhaddón, reyes de Asiria que son bien conocidos tanto de los textos bíblicos como de numerosas inscripciones asirias. Más importante, sin embargo, para la cuestión de la historicidad de los textos de Menandro es su mención de reyes que no eran tan famosos, especialmente aquellos para quienes no había evidencia fuera de Menandro hasta tiempos bastante recientes.
- En Contra Apión 1.18, Menandro nombra a Balazeros como el abuelo de Pigmalion. Frank Moore Cross y otros eruditos han equiparado a este Balazeros (Baal-Eser II) con el Ba'l-mazzer que rindió tributo a Salmanasar III en el 841 a. C.[9]
- Contra Apión 1,18 también menciona a Pigmalión como un gobernante de Tiro, relatando que su hermana Dido huyó de él en su séptimo año, 155 años después del comienzo del reinado de Hiram I. Una inscripción del siglo IX a. C. encontrada en Cerdeña aparentemente nombra a Pigmalión.[10]
- En Ant. 9.14.2, Menandro, citado por Josefo, menciona que Elulayo se negó a pagar tributo a Senaquerib (725-722 a. C.), tras lo cual los asirios sitiaron Tiro sin éxito durante cinco años. El conflicto de Senaquerib con "Luli", rey de Tiro, está corroborado por al menos tres inscripciones del monarca asirio.[11] Los historiadores aceptan que el nombre "Luli", en acadio de Senaquerib, es un equivalente a la forma griega Elulayo.

Por lo tanto, estas evidencias de inscripción de reyes menos conocidos que no se mencionan en el Antiguo Testamento se han tomado como un crédito a los escritos de Menandro. Para cada uno de ellos, el marco de tiempo que Menandro les asigna está de acuerdo con el tiempo asignado a su evidencia de inscripción por los historiadores modernos.

### Evaluaciones basadas en el tiempo desde Hiram hasta Pigmalión
Como se citó anteriormente de Ant . 1.18, Menandro dio 155 años desde el primer año del reinado de Hiram hasta el séptimo año de Pigmalión, momento en el que la hermana de Pigmalión, Dido, también conocida como Elisa, huyó de Tiro, después de lo cual fundó Cartago en el norte de África. Esta referencia en Menandro es única no solo por su correlación cronológica del tiempo entre Hiram y Pigmalión, sino también porque prácticamente todos los textos de Josefo/Menandro que nos han llegado, incluidas las citas de la obra de Josefo en otros escritores, han conservado este total de 143 años y ocho meses desde el inicio de la construcción del Templo de Salomón, en el año 12 del reinado de Hiram (Contra Apion 1.18/126), hasta la huida de Dido. Esto contrasta con la duración del reinado de los monarcas individuales entre Hiram y Pigmalión, para los cuales existe una variación considerable en las copias de los diversos textos. Pero la cifra total de 143 años se ha conservado por una circunstancia fortuita: se repite en tres casos en Josefo, y en uno de estos casos no se da como simplemente 143 años, sino como 155 años desde el comienzo del reinado de Hiram hasta el momento en que comenzó la construcción del Templo, que fue en el año 12 de Hiram (Contra Apion 1,17,18). Esta triple redundancia ha conservado el total de años desde Hiram a Dido como se registró originalmente, aunque los diversos extractos de Menandro encontrados en Josefo, Eusebio, Sincelo y Teófilo no concuerdan en otros asuntos, debido al error de los copistas a lo largo de los siglos de transmisión. Por lo tanto, los historiadores modernos generalmente han dado una credibilidad considerable a esta figura, usándola para medir 155 años desde la fecha de la fundación de Cartago para llegar a los años del reinado de Hiram.

#### Fecha de Menandro para la construcción del templo
El problema con este cálculo, sin embargo, radicaba en determinar qué fecha usar para la fundación de Cartago. Aquí, los autores clásicos dieron dos años: 825 a. C. según lo dado por Pompeyo Trogo, o 814 a. C. según lo dado por Timeo. Aunque los historiadores anteriores generalmente prefirieron la fecha de 814, la publicación de una inscripción de Salmanasar III que relata el recibo de tributo de Ba'li-Manzer de Tiro (aparentemente Baal-Eser II, abuelo de Pigmalión) en 841 a. C. ha causado que muchos eruditos como Frank M. Cross a favor de la fecha 825, porque esa fecha era consistente con los mejores textos de Menandro para la duración del reinado de Baal-Eser y su hijo Mattan I, mientras que la fecha 814 estaba en conflicto con estos textos. Joaquín Peñuela ha argumentado que la fecha de 825 a. C. de Pompeyo Trogo y la fecha de 814 a. C. de Timeo y otros escritores son correctas cuando se comprenden correctamente. Basado en una cita de Estrabón (17.3.14-15) más un texto griego antiguo fragmentario que describe las diversas actividades que consumieron mucho tiempo de Dido después de que ella dejó Tiro, pero antes de que la gente del norte de África le concediera permiso para construir una ciudad, Peñuela sostiene que once años transcurrido entre su huida y la fundación (o posiblemente, dedicación) de la ciudad, lo que explica la aparente discrepancia entre Trogus y Timeo en este asunto.  

Aceptando que 825 a. C. fue el séptimo año de Pigmalión y el punto final de los 155 años, el primer año de Hiram se convierte en 825 + 155 = 980 a. C. Su duodécimo año, el año en que comenzó la construcción del Templo, sería el 968 a. C. Aquí hay una ligera incertidumbre porque ni Josefo, Menandro o Pompeyo Trogo, en los textos que nos han llegado, relatan qué calendario estaban usando para calcular los años: romano, macedonio o fenicio. Pero esta consideración no haría una diferencia de más de uno o dos años, por lo que Barnes afirma,
[Para el presente, podemos concluir con bastante confianza que la lista de rey de Tiro de Menandro tal como se conserva en Contra Apionem de Josefo [Latín de Contra Apión], 1: 117-26, junto con la referencia fechada en los anales de Salmanasar al rey de Tiro Ba'li-manzer y la fecha de Pompeyo Trogo para la fundación de Cartago, proporcionan un sincronismo externo firme para la cronología bíblica, y particularmente para la datación de la fundación del templo de Salomón en 968 (el duodécimo año de Hiram de Tiro), como así como la fecha de la adhesión de Salomón a 971. Una variación de uno o dos años es posible, por supuesto, especialmente a la luz de nuestra ignorancia de las prácticas de datación fenicia, pero dudo seriamente que un error de más de dos años sea probable.

#### Fecha bíblica para la construcción del templo
En 1 Reyes 6:1 se dice que la construcción del Templo de Jerusalén comenzó en el mes de primavera de Ziv, en el cuarto año del reinado de Salomón. Asignar una fecha a esto en términos modernos depende de determinar una fecha para la muerte de Salomón y la subsecuente división del reino. Edwin Thiele calculó que la fecha de la división del reino ocurrió en algún momento entre el primero de Nisán (aproximadamente abril) de 931 a. C. y el día anterior al 1 de Nisán de 930 a. C. La lógica de Thiele en este asunto se basó en fechas fijas para la presencia de Acab en la batalla de Qarqar en 853 a. C. y el tributo de Jehú a Salmanasar III en el 841 a. C. Thiele mostró que cuando se asumieron los años de no adhesión para el reino del norte de Israel y los años de adhesión para el reino del Judá, las longitudes de reinado de ambos reinos, medidas desde la Batalla de Qarqar, produjeron el mismo resultado de 931 a. C. para el primer año del reino dividido. Además, los extensos sincronismos cruzados entre los dos reinos durante estos 78 años funcionaron todos exactamente, dando un apoyo adicional a la credibilidad de los registros bíblicos que permitieron este cálculo de 931/930 para la división del reino. La lógica de Thiele en este asunto ha sido reconocida por un amplio espectro de historiadores de la Biblia y el antiguo Cercano Oriente, y está aceptada en la Cambridge Ancient History y en gran parte de la investigación reciente.
Thiele estableció que el reino sureño de Judá midió sus años de reinado a partir del mes de otoño de Tishri, el mes en el que Rosh Hashaná , el Año Nuevo judío, se sigue celebrando en los tiempos modernos. La lógica de Thiele para determinar el año de la división del reino se basó en el cálculo de los años basados en Nisan, como los que se usaron en el reino norteño de Israel. El año 40 o el último de Salomón, entonces, ya que se contaba de acuerdo con un año basado en Tishri, podría haber comenzado en Tishri de 932 o Tishri de 931 a. C. Thiele asumió este último, lo que lo llevó a conflictos con los últimos reinados de Ocozías y Atalía que nunca resolvió. Estos conflictos desaparecen cuando se asume que el año 40 de Salomón comenzó en Tishri de 932. Leslie McFall, una de las principales intérpretes de la obra de Thiele, ahora acepta los resultados de un estudio de 2003 de Rodger Young que demuestra que los datos bíblicos requieren que el año 40 comenzó en Tishri de 932 a. C. en lugar de 931 en Tishri según lo dado por Thiele. F. M. Cross y su alumno Wm. H. Barnes también llegaron a la fecha de 968/67 a. C. para el comienzo de la construcción del Templo, basándose únicamente en los datos tirios de Menandro. Desconocido a Moore y Barnes, en la década de 1920 el erudito belga Valerio Coucke había deducido del mismo modo que la construcción en el templo de Salomón comenzó en 968/67 a. C., basándose no solo en los mismos datos de Tiro usado por Moore y Barnes, sino también la utilización de la información de la Crónica de Paros y otras fuentes clásicas para confirmar y refinar esta fecha.
Estas consideraciones cronológicas datan el comienzo del cuarto año de Salomón en el otoño del 968 a. C., por lo que la construcción del templo comenzó en la primavera siguiente, el 967 a. C. Esta es una demostración adicional de la confiabilidad que se puede asignar a las citas de Menandro de Josefo, cuyos escritos fueron utilizados por los eruditos enumerados anteriormente hasta la fecha del comienzo de la construcción del Templo en 968/67 a. C. En particular, autentifica los 155 años medidos desde la huida de Dido hasta el inicio del reinado de Hiram, ya que el método para determinar la fecha para el inicio de la construcción del Templo de Salomón derivado de Menandro de Éfeso es "totalmente independiente" de los medios para derivar esta fecha de los datos bíblicos. Para muchos eruditos modernos, el acuerdo de estos dos métodos, exacto dentro de un año, ha provocado una nueva apreciación de las obras de Menandro, tal como se conservan en los escritos de Josefo.